# Marcelino Yupa Esteban
Marcelino Yupa Esteban es un ingeniero civil y político peruano. Ha sido alcalde del distrito de Margos durante dos periodos entre 1996 y 1998 y entre 2003 y 2006.
Nació en Margos, provincia de Huánuco, departamento de Huánuco, Perú, el 2 de junio de 1962, hijo de Gerónimo Yupa Cipriano y Rosa Esteban Ponciano. Cursó sus estudios primarios y secundarios en su localidad natal. Cursó estudios superiores de educación en la Universidad Nacional Hermilio Valdizán.
Su primera participación política se dio en las elecciones municipales de 1993 en las que fue candidato a la alcaldía del distrito de Margos por el partido fujimorista Alianza Nueva Mayoría - Cambio 90 sin obtener la elección. En las elecciones de 1995 fue elegido para ese cargo y reelegido en las elecciones del 2002 luego de haber perdiddo la reelección en las elecciones de 1998. En las elecciones del 2006 tentó por última vez su reelección a ese cargo sin éxito. Participó en las elecciones municipales del 2010 como candidato a regidor provincial de Huánuco sin éxito. Participó en las elecciones regionales del 20 14 como candidato a Presidente Regional de Huánuco por el movimiento "Auténtico Regional" sin éxito.